# Kiedrowka (bieriozowski okręg miejski)
Kiedrowka (ros. Кедровка) – osiedle w Rosji, w obwodzie swierdłowskim, w bieriozowskim okręgu miejskim. W 2010 liczyło 2486 mieszkańców.